# Onycodes leptoctenopsis
Onycodes leptoctenopsis är en fjärilsart som beskrevs av Louis Beethoven Prout 1913. Onycodes leptoctenopsis ingår i släktet Onycodes och familjen mätare. Inga underarter finns listade i Catalogue of Life.